# Fonte della Roccia
Fonte della Roccia (Trinkstein in tedesco) è una delle frazioni del comune italiano di Predoi, in provincia di Bolzano.

## Geografia fisica

### Caratteristiche
Il piccolo villaggio di malghe è il centro abitato più settentrionale d'Italia (il più meridionale è Lampedusa), e sorge alle pendici della Vetta d'Italia (2.912 m). L'abitato si trova nei pressi della Valle Aurina e sorge nella Valle del Vento (Windtal), sulla strada provinciale terminale che prosegue, dopo Casere, dalla SS 621, con il nome di "Via Casere". È attraversato dal torrente Aurino (Ahr) e, oltre al massiccio della Vetta d'Italia, altre pendici montuose rilevanti che dominano il villaggio sono il Picco dei Tre Signori (3.498 m) ed il Pizzo Rosso di Predoi (3.495 m) con i loro rispettivi ghiacciai.

### Posizione
Si trova a meno di 3 km dal confine con l'Austria (raggiungibile scalando il Passo dei Tauri, a 2.633 m), negli stati federati del Salisburghese e del Tirolo.
I centri abitati più vicini sono le malghe di Pratomagno (Prastmann), ad 1 km a sud, ed il paese di Casere, a 2,5 km a sud. Da Predoi dista circa 5 km, 20 dal comune di Valle Aurina, 28 da Campo Tures, 50 da Brunico, 85 da Bressanone e circa 135 da Bolzano.

## Economia

### Turismo
Fonte della Roccia è inserita nel contesto ambientalistico del Parco naturale delle Vedrette di Ries-Aurina.